# Riksintresse för kulturmiljövården
Riksintresse för kulturmiljövården är ett begrepp som avser riksintressen med värdefulla kulturmiljöer som skyddas enligt den centrala svenska miljölagstiftningen, 3 kap 6 § Miljöbalken. Hit hör de cirka 1 700 områden i Sverige som är av riksintresse för kulturmiljövården.